# Sparisoma amplum
Sparisoma amplum là một loài cá biển thuộc chi Sparisoma trong họ Cá mó. Loài này được mô tả lần đầu tiên vào năm 1841.

## Từ nguyên
Tính từ định danh của loài trong tiếng Latinh có nghĩa là "to lớn", hàm ý đề cập đến kích thước cơ thể của loài này lớn hơn so với những loài cá mó khác được đề cập trong quyển 14 của Histoire naturelle des poissons, công trình để đời của Achille Valenciennes.

## Phạm vi phân bố và môi trường sống
Trước đây, S. amplum được xác định nhầm là Sparisoma viride, một loài có phạm vi ở phía bắc do cá thể giai đoạn trung gian (cá cái và cá đực đang phát triển) có hình thái khá giống nhau. Moura và cộng sự (2001) đã công nhận S. amplum là một loài đặc hữu của Brasil dựa trên sự khác biệt về kiểu màu của cá đực và phân tích di truyền bởi Robertson và cộng sự (2006).
Từ bang Maranhão, phạm vi của S. amplum trải dài tới bang Santa Catarina, tuy nhiên lại vắng mặt ở bang Sergipe do dòng nước ngọt từ sông São Francisco đổ ra biển, và loài này cũng xuất hiện ở các đảo ngoài đại dương, bao gồm Fernando de Noronha, đảo san hô Rocas và quần đảo Trindade và Martin Vaz, nhưng không được ghi nhận ở quần đảo São Pedro và São Paulo.
S. amplum sống gần các rạn san hô và mỏm đá ngầm ở độ sâu đến 30 m.

## Mô tả
S. amplum có chiều dài cơ thể tối đa được ghi nhận là 39 cm, là loài cá mó có kích thước lớn thứ hai ở Brasil. S. amplum đực trưởng thành không có vệt đốm màu vàng trên cuống đuôi và ở góc của nắp mang như S. viride đực.
Cá đực có màu xanh lục lam, vảy lớn có viền cam. Đầu có một dải đỏ uốn cong từ khóe miệng băng ngược ra sau, nằm dưới mắt. Đuôi lõm sâu, hình lưỡi liềm, hai thùy đuôi nhọn được viền bởi dải màu đỏ. Cá cái và cá đực chưa lớn có màu nâu đỏ hoặc nâu xám, vảy lớn như cá trưởng thành. Hai bên thân có những vệt màu sáng. Vùng đầu trên có màu vàng.
Số gai vây lưng: 9; Số tia vây ở vây lưng: 10; Số gai vây hậu môn: 3; Số tia vây ở vây hậu môn: 9.

## Sinh thái học
Thức ăn của S. amplum chủ yếu là tảo, cỏ biển cũng như san hô, đặc biệt là san hô cứng Mussismilia braziliensis (đặc hữu của Brasil) và các loài rong san hô. S. amplum có thể sống thành các nhóm nhỏ.
Các loài cá mó thường dùng phiến răng để cạo lấy tảo bám trên bề mặt đá và san hô. Ở Fernando de Noronha, các rạn san hô của khu vực này được cấu thành từ đá bazan, cứng hơn nhiều so với calci cacbonat (thành phần chính cấu tạo nên hầu hết các rạn san hô khác) nên dễ làm hư tổn đến răng của S. amplum và hai loài Sparisoma khác là Sparisoma axillare và Sparisoma frondosum. Tổn thương răng chỉ được ghi nhận ở cá trưởng thành của 3 loài này, với hai dạng tổn thương được ghi nhận là gãy răng và toàn bộ phiến răng nhô ra khỏi miệng.

## Thương mại
S. amplum được nhắm mục tiêu bởi các tay câu cá giải trí lẫn chuyên nghiệp, và cũng trở thành mục tiêu của nghề đánh bắt thủ công nhằm mục đích thương mại. Nạn đánh bắt nhằm mục đích thương mại là mối đe dọa đáng lo ngại nhất đối với loài này. Nhìn chung, loài này không có sự suy giảm ở các khu bảo tồn biển như vườn quốc gia biển Abrolhos, Fernando de Noronha, đảo Trindade hay đảo Rocas.
Loài này chủ yếu được tiêu thụ ở địa phương, và cũng được xem một loài cá cảnh.

### Trích dẫn
- "A new parrotfish (Scaridae) from Brazil, and revalidation of Sparisoma amplum (Ranzani, 1842), Sparisoma frondosum (Agassiz, 1831), Sparisoma axillare (Steindachner, 1878) and Scarus trispinosus Valenciennes, 1840" (PDF). Bulletin of Marine Science. Quyển 68 số 3. 2001. tr. 505–524. {{Chú thích tạp chí}}: Đã bỏ qua tham số không rõ |authors= (trợ giúp)